# Rainer Hertrich
Rainer Hertrich (* 6. Dezember 1949 in Ottengrün) ist ein deutscher Manager.
Hertrich absolvierte zunächst eine Lehre bei Siemens als Industriekaufmann, bevor er zwischen 1971 und 1977 in Berlin und Nürnberg Betriebswirtschaft studierte. Nach Abschluss des Studiums ging er zu MBB. Bevor er 1990 zur DASA wechselte, stieg er bei MBB bis zum Mitglied der Unternehmensbereichsleitung auf. 1991 wurde er bei der DASA Leiter des Controllings.
Am 1. Januar übernahm Hertrich den Geschäftsbereich Antriebe Luftfahrt der DASA und wurde damit Vorsitzender der Geschäftsführung der Motoren- und Turbinen-Union München GmbH (MTU München). Zum 1. April desgleichen Jahres rückte Hertrich in die Gesamtgeschäftsleitung vor. Hertrich wurde am 15. März 2000 Vorstandsvorsitzender der DaimlerChrysler Aerospace AG.
Im März 2000 übernahm Rainer Hertrich zusammen mit Philippe Camus die Führung der EADS (European Aeronautic Defence and Space Company). Am 4. Dezember 2004 kündigte Hertrich an, für eine weitere Amtsperiode des mit 1.093.942 €/Jahr dotierten Jobs nicht mehr zur Verfügung zu stehen. Ab Mai 2005 folgten ihm und seinem französischen Kollegen Camus der bisherige Airbus-Chef Foregard und Thomas Enders, vormals Chef des Verteidigungsbereichs der EADS, in der Doppelspitze der EADS nach.
| Personendaten    | Personendaten     |
| ---------------- | ----------------- |
| NAME             | Hertrich, Rainer  |
| KURZBESCHREIBUNG | deutscher Manager |
| GEBURTSDATUM     | 6. Dezember 1949  |
| GEBURTSORT       | Ottengrün         |